# Forces armées angolaises
Les Forces armées angolaises (portugais : Forças Armadas Angolanas) ou les FAA sont responsables de la défense de l'Angola. Elles sont constituées de trois branches : 
- l'armée de terre (Exército) ;
- la Marine angolaise (Marinha de Guerra) ;
- la force aérienne nationale (Força Aérea Nacional).

## Historique
La FAA a succédé aux anciennes Forces armées populaires pour la libération de l'Angola (FAPLA) à la suite des accords de Bicesse avortés avec les Forces armées de la libération de l'Angola (FALA (en)), branche armée de l'Union nationale pour l'indépendance totale de l'Angola (UNITA). Dans le cadre de l'accord de paix, les troupes des deux armées devaient être démilitarisées puis intégrées. Une frange de la FALA dirigée par Savimbi choisit de reprendre la guerre en 1992, mais l’intégration des officiers et des combattants de la FALA (70 000) ayant accepté les accords de pays, commencée en 1995, s’est néanmoins poursuivie, de sorte que des généraux issus de ses rangs étaient aux commandes de l’armée lorsqu’elle élimina la « faction » de Savimbi, tué en février 2002. En 2012, les forces armées angolaises comprennent presque autant d’anciens officiers de l’Unita que d'anciens officiers loyalistes. Le chef d’état-major, Geraldo Sachipengo Nunda, nommé en 2010, est lui-même un ex-général de l’Unita.